# Supercopa japonesa de futbol
La Supercopa japonesa de futbol (o Supercopa Fuji Xerox per patrocini, Fuji zerokkusu sūpā kappu) és una competició futbolística del Japó organitzada per la J. League i l'Associació Japonesa de Futbol que enfronta al campió de la J. League i de la Copa de l'Emperador de la temporada anterior. Es disputa a l'inici de la nova temporada.

## Seus
- Estadi Olímpic de Tòquio (1994-2004, 2006-)
- Estadi Internacional de Yokohama (2005)

## Historial

### Actual campionat
| Any  | Campió de la J. League | Resultat             | Campió de la Copa Emperador |
| ---- | ---------------------- | -------------------- | --------------------------- |
| 1994 | Verdy Kawasaki         | 2 - 1                | Yokohama Flugels            |
| 1995 | Verdy Kawasaki         | 2 - 2 (penals 4 - 2) | Bellmare Hiratsuka          |
| 1996 | Yokohama Marinos       | 0 - 2                | Nagoya Grampus Eight        |
| 1997 | Kashima Antlers        | 3 - 2                | Verdy Kawasaki              |
| 1998 | Jubilo Iwata           | 1 - 2                | Kashima Antlers             |
| 1999 | Kashima Antlers        | 2 - 1                | Shimizu S-Pulse†            |
| 2000 | Jubilo Iwata           | 1 - 1 (penals 3 - 2) | Nagoya Grampus Eight        |
| 2001 | Kashima Antlers        | 0 - 3                | Shimizu S-Pulse‡            |
| 2002 | Kashima Antlers        | 1 - 1 (penals 4 - 5) | Shimizu S-Pulse             |
| 2003 | Jubilo Iwata           | 3 - 0                | Kyoto Purple Sanga          |
| 2004 | Yokohama F. Marinos    | 1 - 1 (penals 2 - 4) | Jubilo Iwata                |
| 2005 | Yokohama F. Marinos    | 2 - 2 (penals 4 - 5) | Tokyo Verdy 1969            |
| 2006 | Gamba Osaka            | 1 - 3                | Urawa Red Diamonds          |
| 2007 | Urawa Red Diamonds     | 0 - 4                | Gamba Osaka‡                |
| 2008 | Kashima Antlers        | 2 - 2 (penals 3 - 4) | Sanfrecce Hiroshima‡        |
| 2009 | Kashima Antlers        | 3 - 0                | Gamba Osaka                 |
| 2010 | Kashima Antlers        | 1 - 1 (penals 5 - 3) | Gamba Osaka                 |

† En haver desaparegut el campió de la Copa de l'Emperador, Yokohama Flügels, el finalista Shimizu S-Pulse, hi participà.
‡ En haver guanyat ambdues competicions el mateix equip, el finalista de la Copa de l'Emperador es classifica per la competició.

### Antic campionat
La supercopa japonesa també es disputà durant l'època de la Japan Soccer League (JSL) entre 1977 i 1984.
| Any  | Campió de la JSL                                           | Resultat             | Campió de la Copa Emperador                                  |
| ---- | ---------------------------------------------------------- | -------------------- | ------------------------------------------------------------ |
| 1977 | Furukawa Electric SC (actual JEF United Ichihara Chiba)    | 3 - 2                | Yanmar SC † (actual Cerezo Osaka)                            |
| 1978 | Fujita Kōgyō SC (actual Shonan Bellmare)                   | 5 - 1                | Yanmar SC † (actual Cerezo Osaka)                            |
| 1979 | Mitsubishi Heavy Industries SC (actual Urawa Red Diamonds) | 0 - 0 (penals 3 - 1) | Toyo Kōgyō FC † (actual Sanfrecce Hiroshima)                 |
| 1980 | Fujita Kōgyō SC (actual Shonan Bellmare)                   | 1 - 2                | Mitsubishi Heavy Industries SC † (actual Urawa Red Diamonds) |
| 1981 | Yanmar SC (actual Cerezo Osaka)                            | 0 - 0 (penals 3 - 2) | Mitsubishi Heavy Industries SC (actual Urawa Red Diamonds)   |
| 1982 | Fujita Kōgyō SC (actual Shonan Bellmare)                   | 2 - 0                | NKK FC                                                       |
| 1983 | Mitsubishi Heavy Industries SC (actual Urawa Red Diamonds) | 3 - 0                | Yamaha Motor FC (actual Jubilo Iwata)                        |
| 1984 | Nissan Motor SC (actual Yokohama F. Marinos)               | 0 - 2                | Yomiuri SC (actual Tokyo Verdy 1969)                         |

† El mateix club guanyà la JSL i la Copa de l'Emperador, classificant-se el finalista de la Copa de l'Emperador per la competició.